# Sonorasaurus
Sonorasaurus é um gênero de dinossauro braquiossaurídeo do Cretáceo Médio (estágio Albiano ao Cenomaniano, há cerca de 112 a 93 milhões de anos). Foi um saurópode herbívoro cujos fósseis foram encontrados no Arizona do sul nos Estados Unidos. Seu nome, que significa "lagarto de Sonora", vem do Deserto de Sonora onde seus fósseis foram encontrados primeiramente. Calcula-se ter tido cerca de 15 metros de extensão (50 pés) e 8,2 metros de altura (27 pés), cerca de um terço do tamanho do Brachiosaurus.
Restos fossilizados foram descobertos pelo estudante de geologia Richard Thompson, em 1995, no Deserto de Chihuahua, região do Deserto de Sonora no Arizona do sul. A datação da descoberta faz deste o primeiro braquiossauro conhecido a ter vivido no Cretáceo médio do período geológico da América do Norte. A espécie tipo é a S. thompsoni, descrita por Ratkevich em 1998.